# ラッピ県
ラッピ県（ラッピけん、フィンランド語: Lappi、北部サーミ語:Lappi、スウェーデン語: Lappland）は、フィンランドの行政区。フィンランド最北の県で、面積最大の県でもある。県庁所在地はロヴァニエミ。

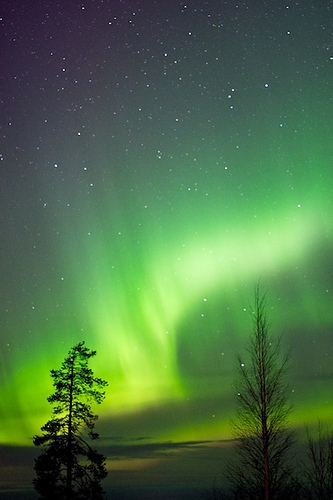
ロヴァニエミのオーロラ

バルト海北部のボスニア湾に面している。南で北ポフヤンマー県と県境を接する。また、西はスウェーデン・ノールボッテン県、北はノルウェー・フィンマルク県とトロムス県、東はロシア・ムルマンスク州と国境を接している。

## 歴史
1936年にオウル州から分離しラッピ州が成立した。第二次世界大戦後、ペツァモとサッラ近隣の一部地域がソビエト連邦に割譲される。
2010年1月1日にラッピ州は、他の州と共に廃止され、ラッピ州全域を占めていたラッピ県がそのまま最上位の地方行政区分となった。

## 特徴
フィンランド最北の県であり、フィンランド最大の面積を持つ県であるが、居住人口はフィンランド全人口の3.6%に過ぎない。県内の大きな都市は、県庁所在地でもあるロヴァニエミ、ケミ、トルニオ。2009年の時点で、全人口は183,748人であり、うち97.5%に当たる179,070人がフィンランド語話者、0.8%に当たる1,473人がサーミ語話者、0.2%に当たる338人がスウェーデン語話者、残り1.5%に当たる2,867人が別の言語を母語としている。県内で話されているサーミ語は、北部サーミ語、イナリ・サーミ語、スコルト・サーミ語である。

## 行政
ラッピ県は、6個の郡を持ち、その下に21の自治体がある。最北部は、サーミ人居住地域で、サーミ人組織がラッピ県の行政と並行して存在している。

### 自治体
| 東ラッピ郡: - ケミヤルヴィ(Kemijärvi) - ペルコセンニエミ(Pelkosenniemi) - ポシオ(Posio) - サッラ(Salla) - サヴコスキ(Savukoski) | ケミ＝トルニオ郡: - ケミ(Kemi) - ケミンマー(Keminmaa) - シモ(Simo) - テルヴォラ(Tervola) - トルニオ(Tornio) | 北ラッピ郡: - イナリ(Inari) - ソダンキュラ(Sodankylä) - ウツヨキ(Utsjoki) ロヴァニエミ郡: - ラヌア(Ranua) - ロヴァニエミ(Rovaniemi) | トルニオラークソ郡: - ペッロ(Pello) - ユリトルニオ(Ylitornio) トゥントゥリ＝ラッピ郡: - エノンテキオ(Enontekiö) - キッティラ(Kittilä) - コラリ(Kolari) - ムオニオ(Muonio) |

## 政治
2011年のフィンランド総選挙の結果は以下のようになる。
- フィンランド中央党  32.2%
- 真のフィンランド人  20.5%
- 左翼同盟  16.7%
- 国民連合党  12.5%
- フィンランド社会民主党  11.8%
- 緑の同盟  3.4%
- キリスト教民主党  1.6%
- スウェーデン人民党  0.4%